# Miles Davis

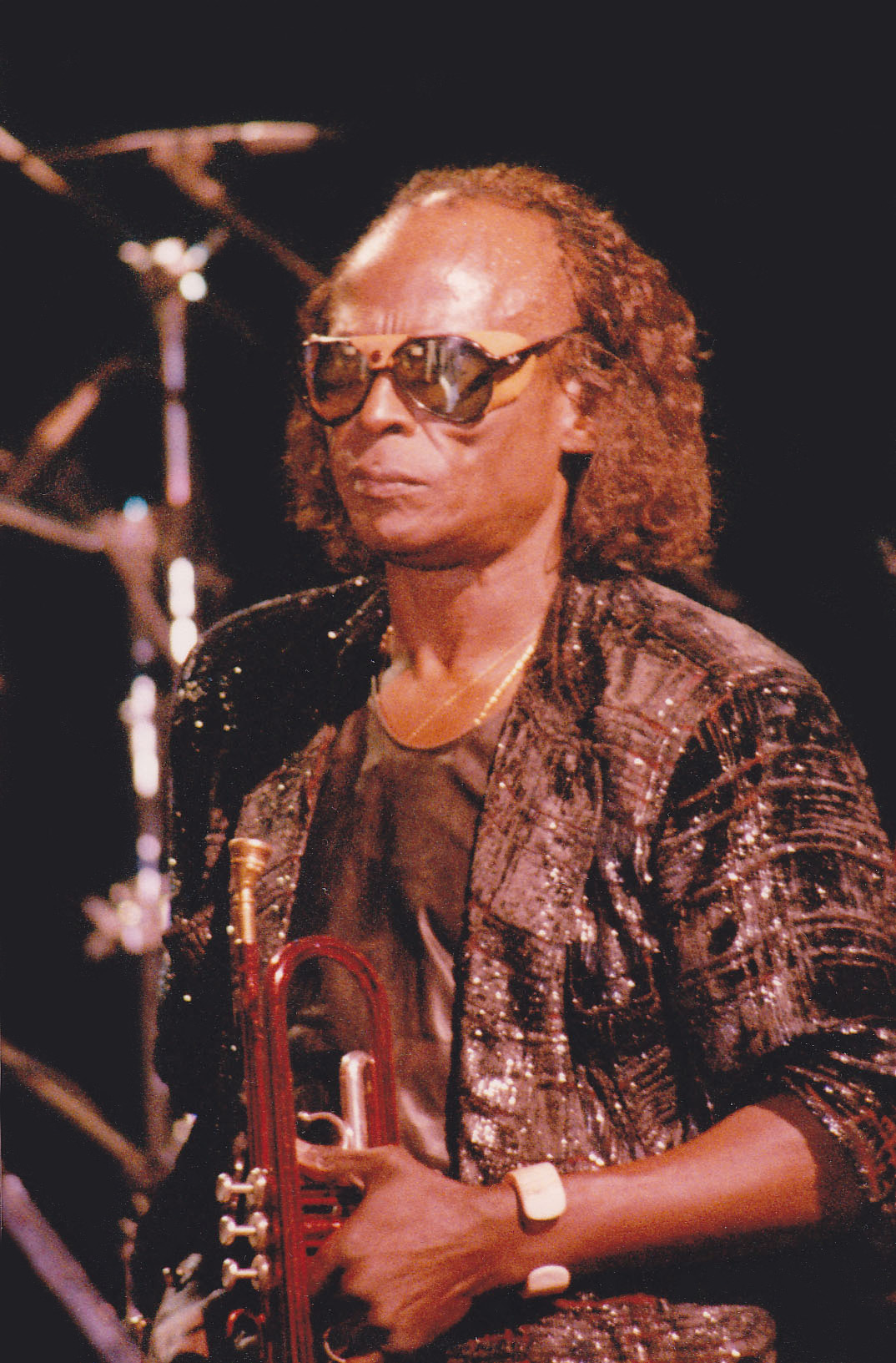
Miles Davis (1987)

Miles Dewey Davis III. (* 26. Mai 1926 in Alton, Illinois; † 28. September 1991 in Santa Monica, Kalifornien) war ein US-amerikanischer Jazz-Trompeter, -Flügelhornist, Komponist und Bandleader und einer der einflussreichsten Jazzmusiker des 20. Jahrhunderts. Nachdem er an der sogenannten Bebop-Revolution teilgenommen hatte, beeinflusste Davis maßgeblich die Entwicklung unterschiedlicher Jazz-Stile wie Cool Jazz, Hard Bop, modalen Jazz und Jazzrock. Sowohl als Instrumentalist als auch als kreativer Geist gelang es Miles Davis, seine eigenen künstlerischen Ideen zu verwirklichen und gleichzeitig kommerziell erfolgreich zu sein.
Erste Berühmtheit erlangte Miles Davis als Bebop-Jazzer und Sideman von Charlie Parker. In den 46 Jahren seines musikalischen Schaffens arbeitete er mit Musikern wie John Coltrane, Herbie Hancock, Chick Corea, Joe Zawinul, John McLaughlin und Gil Evans zusammen. Da er regelmäßig talentierte Musiker, von denen er neue Impulse erwartete, in seine Band holte und ihnen Raum zur Entfaltung gab, verdanken zahlreiche Jazz-Größen ihren Durchbruch als Musiker der Zusammenarbeit mit Davis.
Seit Ende des 20. Jahrhunderts erfahren seine Alben und Kompositionen große Anerkennung bei Musikkritikern und Fans gleichermaßen. Sie gelten als Klassiker und Meisterwerke des Jazz. Davis selbst wurde u. a. zum besten Trompeter gekürt. Als besondere Würdigung des Werks von Miles Davis verabschiedete das Repräsentantenhaus der Vereinigten Staaten am 15. Dezember 2009 eine symbolische Resolution anlässlich des 50. Jahrestags der Aufnahme seines Albums Kind of Blue zur „Ehrung des Meisterwerks und zur Bekräftigung, dass Jazz ein nationales Kulturgut ist“.

## Leben und musikalische Laufbahn

### Jugend 1926–1944
Miles Davis wurde als mittleres von drei Kindern in ein vermögendes Elternhaus geboren. Sein Vater, Miles Davis II, war Zahnarzt, und die Familie besaß eine Farm in Millstadt östlich von East St. Louis. Seine Mutter Cleota war eine geborene Henry; in Anlehnung an den mütterlichen Namen verwendete Miles Davis auf einigen frühen Aufnahmen das Pseudonym Cleo Henry. Er hatte eine ältere Schwester, Dorothy, und einen jüngeren Bruder, Vernon. Beide Eltern waren Musikliebhaber und spielten ebenso wie seine ältere Schwester ein Instrument. Als er drei Jahre alt war, zog seine Familie nach East St. Louis in ein Viertel ohne Rassentrennung (die erst 1964 offiziell abgeschafft wurde). Dort verbrachte er eine sorgenfreie Kindheit. Mit neun Jahren bekam er von einem Freund seines Vaters seine erste Trompete geschenkt. Nachdem er mit dreizehn Jahren ein neues Instrument und Trompetenunterricht bei Elwood Buchanan, einem Freund des Vaters, bekommen hatte, waren deutliche Fortschritte erkennbar und er spielte in der High School Band. Ab seinem vierzehnten Lebensjahr nahm er Unterricht bei Joseph Gustat, dem damaligen Solotrompeter des Saint Louis Symphony Orchestra und erhielt eine solide Trompetenausbildung.
Während seiner Zeit an der High School, wo die Atmosphäre deutlicher als in seinem Wohnumfeld von sozialer Ausgrenzung geprägt war, freundete sich Davis mit Clark Terry an. Das selbstsichere, coole Auftreten und der Trompetenstil des sechs Jahre älteren Mannes hatten großen Einfluss auf den jungen Miles Davis. Mit sechzehn Jahren trat Davis in die Musikergewerkschaft ein. Um das Jahr 1942 begann auch seine Beziehung zu Irene Birth, die auf dieselbe High School ging. Mit siebzehn spielte er ein Jahr lang bei Eddie Randles Blue Devils in St. Louis und der näheren Umgebung. Während dieser Zeit bekam er das Angebot, mit der Tiny-Bradshaw-Band auf Tour zu gehen, doch seine Mutter bestand auf einem High-School-Abschluss. Im Jahr 1944, mit achtzehn Jahren, bekam seine Freundin Irene die erste Tochter Cheryl. Da Irene noch andere Liebschaften hatte, war sich Miles Davis nicht sicher, ob Cheryl sein Kind war. Er übernahm dessen ungeachtet die finanzielle Verantwortung für sie. Davis hatte mit Irene Birth insgesamt drei Kinder, heiratete sie aber nie.

### Bebop und Cool Jazz 1944–1955

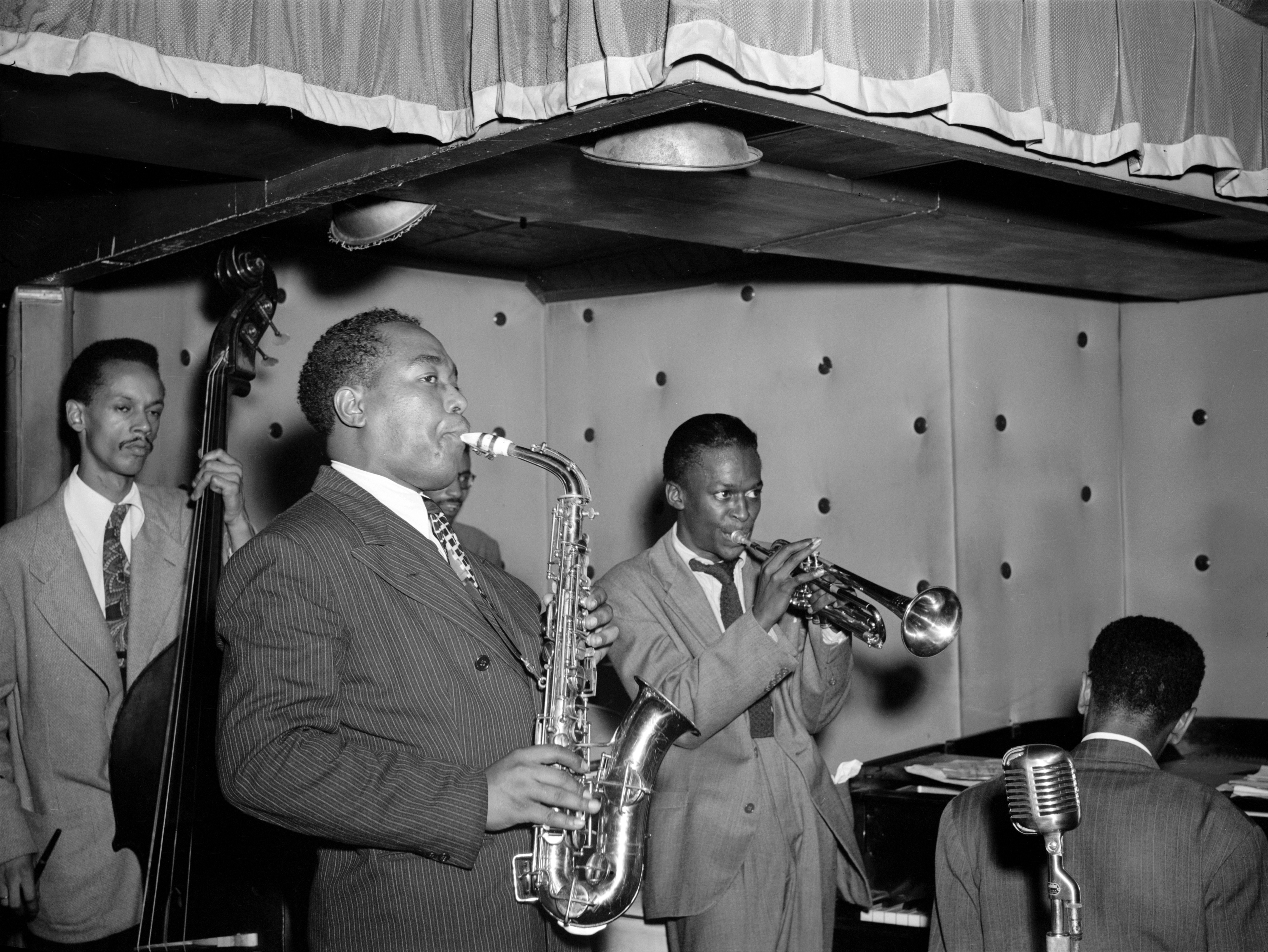
Tommy Potter, Charlie Parker, Max Roach (verdeckt), Miles Davis, Duke Jordan (v. l. n. r), etwa August 1947; Fotografie von William P. Gottlieb

Im Jahr 1944 zog Davis nach New York City unter dem Vorwand, die Juilliard School of Music zu besuchen. Tatsächlich begann er das Studium, machte sich dort aber hauptsächlich auf die Suche nach Dizzy Gillespie und Charlie Parker. Bereits nach wenigen Semestern brach er das Studium ab, da die dortige Ausbildung zu eingeschränkt, klassisch und für Davis’ Geschmack zu „weiß“ war. Dazu Miles Davis selbst in seiner Autobiographie:

„Ich erinnere mich noch an einen Kurs in Musikgeschichte. Die Lehrerin war eine Weiße. Sie stand vor der Klasse und erklärte, dass die Schwarzen den Blues spielen, weil sie arm sind und Baumwolle pflücken müssen. Deshalb seien sie traurig und daher käme der Blues, von ihrer Traurigkeit. Meine Hand schoss hoch wie der Blitz, ich stand auf und sagte: ‚Ich komme aus East St. Louis und habe einen reichen Vater, er ist Zahnarzt. Ich spiel aber auch den Blues. Mein Vater hat in seinem ganzen Leben keine Baumwolle gepflückt und ich bin heute früh kein bisschen traurig aufgewacht und hab dann einen Blues gespielt. Da steckt schon ein bisschen mehr dahinter.‛ Die Tante wurde richtig grün im Gesicht und sagte kein Wort mehr. Mann, was die uns erzählt hat, kam aus einem Buch, das muss einer geschrieben haben, der keine Ahnung von dem hatte, worüber er sich ausließ.“

Gleichzeitig warf er Parker und Lester Young vor, sich zu wenig mit europäischer Musik auseinanderzusetzen. Davis selbst ging häufig in die öffentliche Bibliothek, um sich die Partituren von Vertretern der Neuen Musik oder der Schönberg-Schule wie Igor Strawinski, Alban Berg, Sergei Prokofjew und anderen Komponisten auszuleihen.
Mittlerweile war er Mitglied in Charlie Parkers Quintett und machte im November 1945 seine ersten Plattenaufnahmen gemeinsam mit Charlie Parker (Die „Koko“-Session). Obwohl Davis’ Trompetenstil bereits ausgeprägt war, mangelte es ihm an Selbstvertrauen und an der technischen Virtuosität seiner Vorbilder. Sein Vater hatte Verständnis für seinen Sohn und ermutigte ihn: „Miles, hörst Du den Vogel da draußen? Das ist ’ne Spottdrossel. Sie hat keine eigene Stimme, sie macht nur die Stimmen der anderen nach und das willst du nicht. Wenn du dein eigener Herr sein willst, musst du deine eigene Stimme finden. Darum geht’s. Sei also nur du selbst.“

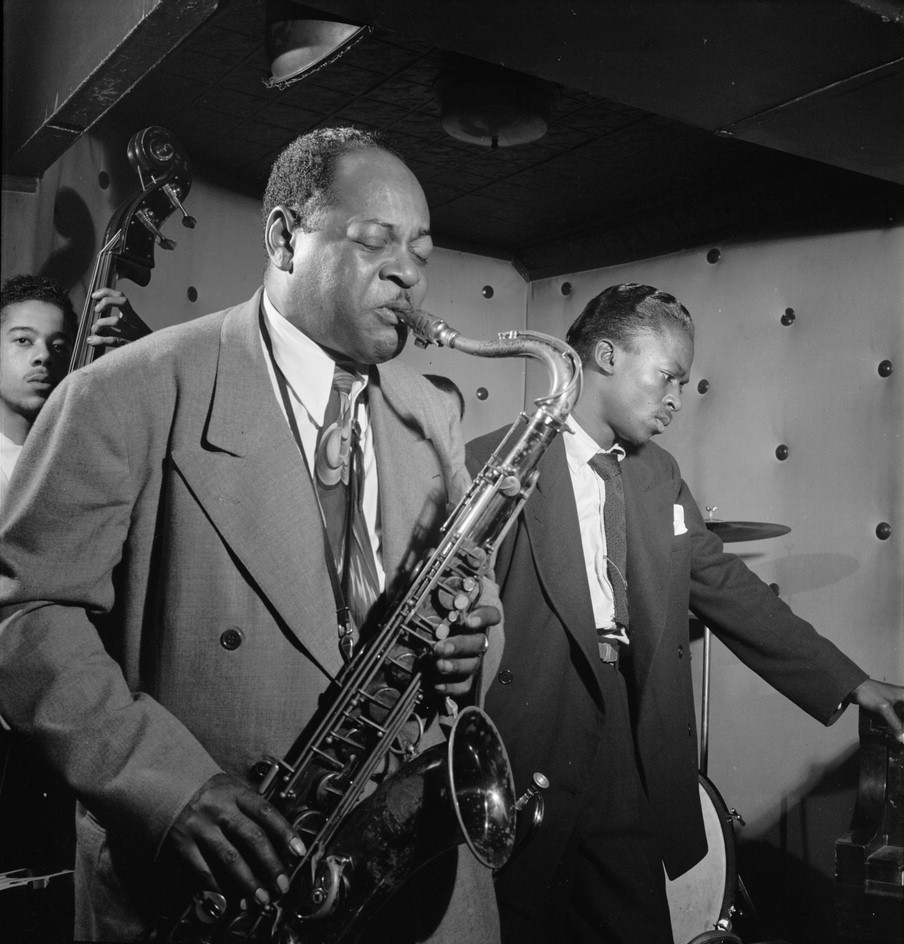
Coleman Hawkins und Miles Davis, etwa September 1947; Fotografie von William P. Gottlieb

Im Jahr 1946 ging Davis mit Benny Carters Big Band an die Westküste, wo er gemeinsam mit Charlie Parker und Dizzy Gillespie in Los Angeles den Bebop an der Westküste bekannt machen wollte. Im selben Jahr brachte Irene ihr zweites Kind Gregory auf die Welt. Als Charlie Parkers Heroinabhängigkeit immer mehr zum Problem wurde, fing Miles Davis an, sich auf seine Solokarriere zu konzentrieren und arbeitete mit Gerry Mulligan, Gil Evans und anderen auf die Gründung eines Nonetts hin. Dies war gleichzeitig der Anfang einer zwanzigjährigen Zusammenarbeit mit Gil Evans. Um den gewünschten Sound zu erreichen, wurden für den Jazz so ungewöhnliche Instrumente wie die Tuba und das Horn eingesetzt. Im September 1948 trat diese Gruppe zum ersten Mal auf (Pre-Birth of the Cool). Bereits ein Jahr später löste sich das Nonett wieder auf, hatte aber vorher zwölf Aufnahmen für Capitol Records eingespielt, die als Schellackplatten nicht allzu erfolgreich verkauft wurden. Die Aufnahmen wurden erst 1957 richtig berühmt, als sie gesammelt unter dem Titel Birth of the Cool als LP veröffentlicht wurden. Ihr Einfluss war aber schon vorher in der Jazzszene zu spüren, da sie zur Ausbildung des Cool Jazz beitrugen, der von Chet Baker, Stan Getz und Shorty Rogers aufgenommen und bald tonangebend wurde.
1949 spielte Miles in der Band des Pianisten Tadd Dameron und trat mit ihm auf dem Pariser Festival International 1949 de Jazz auf. 1950 kehrte er aus Paris zurück, wo er sich unglücklich in Juliette Gréco verliebt hatte. In Paris wie ein Star behandelt, sah er sich in den USA mit Rassismus konfrontiert und konsumierte zugleich Drogen bis zur Abhängigkeit. Diese Abhängigkeit teilte er mit vielen seiner Kollegen, so zum Beispiel mit Chet Baker, Billie Holiday, Sonny Rollins oder Stan Getz. In diese Zeit fällt auch die Geburt seines Sohnes Miles Dewey Davis IV sowie ein Umzug der Familie nach East St. Louis. Kurz darauf zerbrach die Beziehung zu Irene Birth.
In den nächsten Jahren spielte Davis zwar viele Sessions, doch zu oft ohne die nötige Hingabe. Aufgrund seiner Sucht und des damit verbundenen Imageschadens konnte er nur Aufnahmen für kleine Labels wie Prestige oder Blue Note machen. Im Januar 1951 fand seine erste Session für das Prestige-Label statt, Miles Davis and Horns, unter anderem mit John Lewis und Sonny Rollins. Allerdings schaffte er es nicht, eine feste Gruppe zusammenzuhalten. Zu dieser Zeit lernte er seine spätere Frau Frances Taylor kennen, die als Tänzerin in einem Nightclub in Los Angeles arbeitete. Um sich von den Drogen zu befreien, zog er 1954 wieder nach East St. Louis. Dort kam er mit Unterstützung seines Vaters von seiner Abhängigkeit los. Damit er dauerhaft Abstand zur New Yorker Drogenszene halten konnte, ging er vorerst nach Detroit.
Im März 1954 kam er wieder nach New York. Dort entdeckte er bald darauf den Harmon-Dämpfer, den er als Wee-Zee-Dämpfer ohne Stem spielte. Dieser Dämpfer prägte fortan den Sound vieler seiner Stücke und er sollte ihn zeit seines Lebens verwenden. Im Laufe des nächsten Jahres entstand eine Reihe von wichtigen Aufnahmen für das Prestige-Label (Walkin’ und Miles Davis and the Modern Jazz Giants). Aufgrund der Weiterentwicklung der Tontechnik zur Langspielplatte war es mittlerweile möglich, Jazzstücke aufzunehmen, die länger als drei Minuten waren. Davis hatte jetzt die Möglichkeit, sein Können in längeren Soli unter Beweis zu stellen, so zum Beispiel beim über dreizehn Minuten langen Walkin’, das für die Jazzmusiker der Zeit zu einem wegweisenden Stück wurde, von den Kritikern aber noch nicht in entsprechendem Maße anerkannt wurde.
Sein großes Comeback hatte Miles Davis im Juli 1955, als er unangekündigt beim Newport Jazz Festival für drei Stücke auf die Bühne kam und zu Monks ’Round Midnight ein legendäres Solo spielte. Dieser Auftritt führte dazu, dass George Avakian ihn bei Columbia unter Vertrag nahm, obwohl er gleichzeitig noch einen Vertrag bei Prestige zu erfüllen hatte. Die Erlaubnis dafür erreichte er bei Prestige, indem er sie überzeugte, dass Prestige bei den noch ausstehenden Aufnahmen von der Werbung der wesentlich größeren Plattenfirma Columbia profitieren werde.

### Das erste Quintett und Sextett 1955–1958

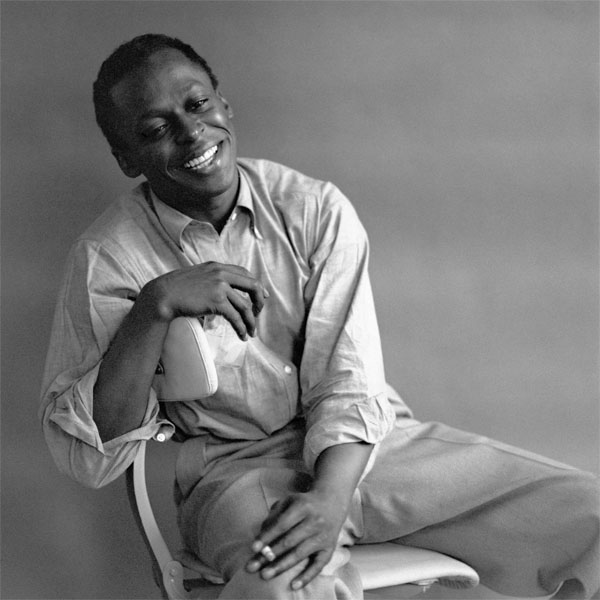
Davis Mitte der 1950er Jahre

1955 gründete Davis das Miles Davis Quintett. Die Band, bestehend aus John Coltrane (Tenorsaxophon), Red Garland (Klavier), Paul Chambers (Bass) und Philly Joe Jones (Schlagzeug), wurde schnell berühmt. Um den Vertrag bei Prestige zu erfüllen, nahm das Quintett innerhalb von zwei Tagen vier Alben auf (Workin’, Cookin’, Steamin’ und Relaxin’). Dass die Qualität der Alben unter dieser Fließbandarbeit nicht litt, zeigt, wie gut das Quintett damals funktionierte. Daneben wurde fast gleichzeitig für Columbia das Album ’Round About Midnight eingespielt. In dieser Zeit wurde Miles Davis zu einem echten Star in der Jazzszene.
1957 nahm Davis gemeinsam mit dem Arrangeur Gil Evans, mit dem er bereits auf Birth of the Cool zusammengearbeitet hatte, das Album Miles Ahead auf, das aufwendig orchestriert war und ihm wenig Spielraum zur Improvisation ließ. Trotzdem war er sehr zufrieden mit seiner Arbeit. Ausnahmsweise spielte er fast alle Aufnahmen mit dem Flügelhorn ein. Miles Ahead wie auch das nachfolgende Porgy and Bess (1958) wurden ein kommerzieller Erfolg. Wegen ihrer Drogenexzesse ersetzte Davis Coltrane und Jones durch Sonny Rollins und Arthur Taylor. Doch er war mit dem Sound des neuen Quintetts nicht hundertprozentig zufrieden und engagierte den Alt-Saxophonisten Cannonball Adderley. Mittlerweile hatten Rollins und Red Garland das Quintett verlassen. Neuer Pianist wurde Tommy Flanagan. Als John Coltrane seine Drogensucht überwunden hatte, wollte Davis ihn zurückholen. Vorher ging er nach Paris, um dort mit Kenny Clarkes Quartett zu spielen. Als er Louis Malle vorgestellt wurde, ließ er sich überreden, die Musik für den Film Ascenseur pour l’échafaud (Fahrstuhl zum Schafott) zu schreiben und aufzunehmen. In nur einer Nacht entstanden die Aufnahmen, die Davis mit einer ganz neuen Arbeitsweise im Studio vertraut machten. Statt großer Planung wurde auf kurze Anweisungen und Spontaneität gesetzt, eine Technik, die später auch bei Alben wie Kind of Blue oder Bitches Brew Anwendung finden sollte.
Zurück in New York, stellte Davis sein Traumsextett zusammen, indem er Coltrane und Garland zurückholte. Nach einigen Auftritten spielte die Gruppe das Album Milestones ein, das durch Adderleys Beitrag neben dem Bebop auch etwas bluesigere Stücke enthielt. Außerdem wurde der neu aufkommende modale Jazz weiterentwickelt. Miles Davis spielte bei der Entwicklung dieser Stilrichtung wieder eine wegweisende Rolle. Bei den Aufnahmen dazu kam es zu einem Streit zwischen Garland und Davis, so dass letzterer bei dem Stück Sid’s Ahead selbst Klavier spielte. Etwa zu der Zeit, als Bill Evans an Garlands Stelle trat, verließ Philly Joe Jones endgültig die Band. Da Jones das Sextett kurz vor einem Auftritt in Boston verließ, musste sein Ersatz Jimmy Cobb aus New York nachreisen. Er baute sein Instrument auf, während die Band schon spielte: so begann sein Engagement beim Miles Davis Sextett mitten in ’Round Midnight.
Ende Mai bestand mit den beiden Neuzugängen eine zuverlässige und musikalisch geschliffenere Version des Sextetts, die in dieser Form sieben Monate bestehen sollte und sich für Kind of Blue nochmals im Studio versammelte. Als Bill Evans die Gruppe verließ, weil ihn das ständige Touren auslaugte, wurde kurzzeitig Red Garland zurückgeholt, um ihn, als er wieder einmal zu spät zu einem Auftritt kam, durch Wynton Kelly zu ersetzen.

### Kind of Blue1959–1964
Damit stand die Formation, mit der Miles Davis im Frühjahr 1959 ins Studio ging und sein legendäres Album Kind of Blue aufnahm. Bill Evans kehrte dafür noch einmal zurück und überließ Wynton Kelly nur für das Stück Freddie Freeloader das Klavier. In zwei Sessions am 2. März und 22. April entstand ein Album, das beispielhaft für den modalen Jazz und nach Aussage von Columbia Records und der RIAA das meistverkaufte Jazzalbum überhaupt ist. Das Album erhielt von der RIAA im Jahr 2009 die vierte Platinschallplatte für mehr als vier Millionen verkaufte Alben in den USA. Das Musikmagazin Rolling Stone führt Kind of Blue auf Platz 12 der Liste der 500 besten Alben aller Zeiten.
Doch die innovativen Musiker, die für die Klasse dieses Albums verantwortlich waren, sorgten dafür, dass das Sextett nicht allzu lange Bestand hatte. John Coltrane konnte noch zu einer letzten Europatournee im Frühjahr 1960 überredet werden, bevor er ausstieg, um seine eigene Band zu gründen. Cannonball Adderley hatte die Gruppe schon im Herbst 1959 verlassen, und Davis probierte verschiedene Ersatzmänner für die beiden Saxophonisten aus, unter anderem Sonny Stitt und Hank Mobley, der bei seinen Konzerten im Black Hawk in San Francisco mitwirkte.
Am 21. Dezember 1960 heiratete Miles Davis seine Freundin Frances Taylor. Sie wurde seine erste Ehefrau. Im April des folgenden Jahres nahm er im Black Hawk in San Francisco zum ersten Mal explizit für eine LP-Veröffentlichung ein Konzert auf. 1961 wurde bei ihm Sichelzellenanämie diagnostiziert. Während es ihm mittlerweile finanziell gut ging und er ein fünfgeschossiges Haus in der Upper West Side von Manhattan bezog, trat er musikalisch zu dieser Zeit etwas auf der Stelle.
1963 verließ die Rhythmusgruppe, bestehend aus Kelly, Chambers und Cobb, die Band. Davis formte schnell eine neue Band mit George Coleman am Saxophon und Ron Carter am Bass. Später stießen noch Schlagzeuger Tony Williams und Pianist Herbie Hancock zu der Gruppe, die 1963 das Album Seven Steps to Heaven aufnahm. Davis war von Anfang an von dieser Formation begeistert. Das Repertoire bestand hauptsächlich aus Bebop und Standards, die schon von Davis’ früheren Bands bekannt waren und jetzt mit mehr rhythmischer und struktureller Freiheit gespielt wurden. Nach seinem Auftritt mit der neuen Band auf dem Jazzfestival Antibes arbeitete er noch einmal mit Gil Evans zusammen, um mit ihm The Time of the Barracudas aufzunehmen.
Ende Februar 1964 starb Davis’ Mutter. Um die Gelenkschmerzen zu lindern, die durch die Sichelzellenanämie entstehen, trank Davis viel Alkohol und nahm Kokain, was seine Ehe schwer belastete. Im selben Jahr verließ Coleman das Quintett, und der Avantgarde-Saxophonist Sam Rivers übernahm für kurze Zeit (Miles in Tokyo). Da Rivers sich in Richtung Free Jazz orientierte, ein Stil, den Davis ablehnte, suchte er weiter nach einem Saxophonisten. Im Sommer 1964 brachte er Wayne Shorter dazu, Art Blakeys Jazz Messengers zu verlassen und sich ihm anzuschließen. Shorter machte dies nur widerstrebend, da er bei Art Blakey der musikalische Leiter geworden war.

### Das zweite Quintett 1965–1968
Mit Tony Williams (Schlagzeug), Herbie Hancock (Piano), Ron Carter (Bass), Miles Davis und dem neu hinzugestoßenen Wayne Shorter stand das zweite große Quintett Miles Davis’, das seine letzte akustische Gruppe sein sollte. Diese Besetzung ist Jazzliebhabern als Das zweite Miles Davis Quintet geläufig. Zahlreiche Kompositionen dieser Periode stammten aus der Feder von Wayne Shorter, der, wie auch Herbie Hancock, parallel zu seiner Arbeit bei Miles Davis einige bedeutende Platten unter eigenem Namen einspielte. Die von dieser Gruppe eingespielten Aufnahmen gelten aufgrund des hohen Niveaus der improvisatorischen Interaktion als Klassiker und als ein Musterbeispiel für gelungene Inside-Outside-Improvisation, die das Quintett perfekt beherrschte. Im Jahr 1965 nahm die Formation das Album E.S.P. auf, das neue Kompositionen und ein neues Spielkonzept vorstellte. Im selben Jahr wurde Davis nach einer gewalttätigen Auseinandersetzung von seiner Frau Frances verlassen. Im April musste Davis an der Hüfte operiert werden. Die Operation schlug fehl; er wurde im August erneut operiert und trat erst im November wieder auf. Kurz vor Weihnachten entstanden bei einem Gastspiel in Chicago die Mitschnitte aus dem „Plugged-Nickel“ (Live at the Plugged-Nickel), die zeigen, wie gut die offene Interaktion der Band mittlerweile funktionierte. Im Januar 1966 erkrankte Davis an einer Leberentzündung; er musste drei Monate lang aussetzen.
In den folgenden Jahren entstand eine Serie weiterer Schallplatten: Miles Smiles (1966), Sorcerer (1967), Nefertiti (1967), Miles in the Sky (1968) und Filles de Kilimanjaro (1969). Die Verkaufszahlen der Alben sanken rapide. Die Musik des Quintetts war rhythmisch und harmonisch komplex. Miles Davis erwies sich in der Titelnummer von Nefertiti (1967) wieder einmal als Neuerer: in dem Stück, für das Shorter als Komponist ausgewiesen wird, übernimmt die Rhythmusgruppe die improvisatorische Ausgestaltung, während die Bläser in einer Art Ostinato verharren: ein Rollentausch, der als neu im Jazz galt. Im Jahr 1967 stieß Tenorsaxophonist Joe Henderson für einige Zeit zur Band; Aufnahmen mit ihm entstanden jedoch nicht. Zu dieser Zeit begegnete Miles Davis
seiner späteren Ehefrau Cicely Tyson, mit der er 1967 eine Beziehung hatte. Im Laufe des Jahres begann die Band mit der ungewöhnlichen Praxis, ihre Livekonzerte in durchgehenden Sets zu spielen, wobei ein Stück nahtlos in das nächste überging. Davis’ Bands sollten diese Technik bis zu seinem vorläufigen Rückzug von der Musik 1975 beibehalten. Ende 1967 begann Davis im Studio mit dem Fender-Rhodes-Piano zu experimentieren. Außerdem holte er sich zur Erweiterung seines Quintetts Gitarristen ins Studio, unter anderem George Benson. Auf den Alben Miles in the Sky und Filles de Kilimanjaro nutzte Davis zum ersten Mal elektrische Instrumente; die Alben wiesen den Weg zu Davis’ Fusion-Phase. Die meisten Stücke schrieb damals Wayne Shorter. 1968 verließen Herbie Hancock und Ron Carter das Quintett. Davis ersetzte sie durch Chick Corea (Piano) und Dave Holland (Bass). Auf dem Album Filles de Kilimanjaro ist sowohl die neue als auch die alte Besetzung zu hören. Am 30. September 1968 heiratete Davis die 23-jährige Sängerin Betty Mabry; ihr Gesicht ist auf dem Cover von Filles de Kilimanjaro zu sehen, ein optisches Zeichen für den richtungsweisenden Einfluss, den sie auf Davis ausübte. In der kurzen Zeit ihrer Beziehung – die Ehe zerbrach bereits 1969 – machte sie ihn u. a. mit der Musik von Jimi Hendrix bekannt und stieß so die Fusion-Elemente in der neuen Musik von Davis an, die das Album Bitches Brew durchziehen.

### Die Entwicklung hin zuBitches Brew1968–1970

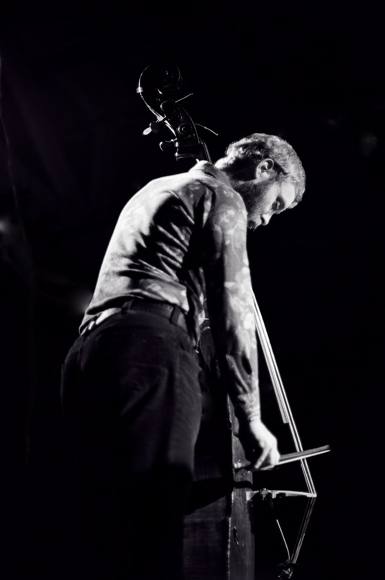
Dave Holland (1976)

Gegen Ende der 1960er Jahre begann Miles Davis, sich musikalisch erneut umzuorientieren. Der Davis-Biograph Eric Nisenson berichtet von einem Besuch Leonard Feathers im Juni 1968 bei Davis in Hollywood mit dem Ziel, das Interview für einen Blindfold-Test für Down Beat aufzunehmen. Dabei fiel ihm auf, dass Davis die damals aktuellen Alben des New Thing wie von Freddie Hubbard oder Archie Shepp verschmähte und stattdessen Musik von den Byrds, Aretha Franklin, den 5th Dimension und von James Brown hörte. Von allen Alben, die Feather ihm vorspielte, gefielen ihm nur zwei, eines von den 5th Dimension und eines der Psychedelic-Band The Electric Flag. Starken Einfluss auf Davis’ musikalische Vorlieben hatte seine damalige Frau Betty Davis, die Jimi Hendrix zu ihren Lieblingsmusikern zählte. Dieses Interesse für neue musikalische Richtungen demonstrierte Davis schon im Dezember 1967, als er zu Aufnahmen mit dem Quintett den Gitarristen Joe Beck einlud und Herbie Hancock erstmals ein elektrisches Fender-Rhodes-Piano benutzen ließ. Ein weiterer Schritt vollzog sich mit dem Wechsel von Hancock zu Chick Corea beziehungsweise von seinem bisherigen Bassisten Ron Carter zu Dave Holland, mit denen zusätzliche Aufnahmen für das letzte Quintett-Album Filles de Kilimanjaro entstanden.

Im November 1968 holte Davis noch zwei weitere Keyboard-Spieler hinzu, wiederum Herbie Hancock sowie den gebürtigen Österreicher Joe Zawinul; für Tony Williams kam der Schlagzeuger Jack DeJohnette. Die erweiterte Gruppe nahm zwei von Zawinuls Kompositionen auf, „Directions“ (in zwei verschiedenen Fassungen) und „Ascent“. Eric Nisenson schrieb über die Aufnahmen: 

„Der wesentliche Unterschied war, dass die Musiker, mit denen er arbeitete, spontan auf den improvisierenden Solisten reagieren konnten. Mit dieser Session entdeckte Davis eine Methode, scheinbar unvereinbare Elemente doch miteinander zu verbinden: den Einsatz der Elektronik und die Freiheit der Improvisationen, die spontane Musik des Augenblicks, die für ihn nach wie vor die Quintessenz des Jazz war, und die vielschichtigen Klangfarben, die früher nur durch komplizierte Orchesterarrangements zu realisieren waren. Diese erste Session fand Davis nicht als vollkommen gelungen, aber sie eröffnete ihm neue Möglichkeiten.“

Im Februar 1969 nahm Miles Davis das Album In a Silent Way auf, mit dem sich die „stilistische Wende“, „die völlige Befreiung vom Bop-Konzept vollzog“. Das Album ist eine Fusion aus Jazz und Rock und eines der ersten Fusionalben überhaupt. Neben seinem Quintett holte Davis für die Aufnahmesession den jungen englischen Gitarristen John McLaughlin ins Tonstudio. Außerdem kam Herbie Hancock zurück, und Joe Zawinul, dessen Keyboard-Stil laut Herbie Hancock Davis erst zu dieser stilistischen Wende befreite, komplettierte die Formation, die zusammen mit Chick Corea jetzt drei Keyboarder enthielt.
Das Neue an dem Album war die große musikalische Freiheit, die den Musikern zugestanden wurde. Ein echtes Songkonzept war kaum mehr zu erkennen. Außerdem wurden die langen Improvisationen von Davis und dem Produzenten Teo Macero intensiv nachbearbeitet. Die Tracks, die schließlich auf dem Album veröffentlicht wurden, waren Zusammenschnitte aus verschiedenen Sessions, und der Einfluss des Produzenten auf das fertige Produkt war so groß wie nie zuvor bei Davis. Teo Macero, mit dem Davis seit Sketches of Spain regelmäßig gearbeitet hatte, blieb für die nächste Zeit ein wichtiger Partner für seine Arbeit. Das Album besteht letztendlich nur aus zwei Stücken, die jeweils eine komplette Schallplattenseite füllen. Nach diesen Aufnahmen verließ Tony Williams die Band, um seine Gruppe Lifetime zu gründen. Er wurde durch Jack DeJohnette ersetzt. Zu dieser Zeit ließ sich Miles Davis von seiner Frau Betty scheiden.
Im August 1969 ging Davis ins Studio, um Bitches Brew aufzunehmen, das 1970 veröffentlicht wurde. Das Album gilt als einer der Meilensteine in seinem Schaffen. Die Besetzung von In a Silent Way wurde noch durch weitere Musiker, zum Beispiel Bennie Maupin, erweitert. Das Prinzip von In a Silent Way wurde noch weiter geführt, und es entstand eine völlig neue Interpretation von Jazz. Im Gegensatz zum bisherigen Jazz bestand die Band nicht einfach aus den üblichen Bläsern, akustischem Klavier und Bass sowie einem Schlagzeug. Zum ersten Mal dominierten elektrische Instrumente. Davis begann zu dieser Zeit, den Sound seiner Trompete zu verstärken und durch Effektgeräte wie etwa das Wah-Wah-Pedal zu beeinflussen. Auch spielten bis zu drei Schlagzeuger und zwei Bassisten gleichzeitig. Der Rhythmus wurde nicht mehr vom Swing dominiert, sondern von Elementen des Funk und einiger Rockmusikrichtungen, die dem Funk ähneln. Die Postproduktion wurde wichtiger als bei traditionellen Jazzaufnahmen und war echter Bestandteil des kreativen Prozesses. Das Stück Pharaoh’s Dance beispielsweise besteht aus neunzehn Cuts zur Strukturierung des aufgenommenen Tonmaterials.
Beide Alben, besonders Bitches Brew, waren für Davis ein großer kommerzieller Erfolg. Für Bitches Brew bekam er in den USA zum ersten Mal eine Goldene Schallplatte für damals 400.000 verkaufte Einheiten. Damit war es damals sein meistverkauftes Werk. Erst viel später, im Jahr 1993, wurde es von dem elf Jahre vorher veröffentlichten Kind of Blue überholt. Während dieser Zeit tourte er mit dem Lost Quintet, bestehend aus ihm, Shorter, Corea, Holland und DeJohnette, ab Anfang 1970 mit dem Percussionisten Airto Moreira ergänzt. Ab Mitte 1970 erweiterte Keith Jarrett die Gruppe, dessen energiegeladenes Keyboardspiel die einzelnen, ohne Unterbrechung gespielten Sets zu teilweise wilden und spannungsreichen Glanzpunkten trieb. Keith Jarrett selbst sagte in dem Interview auf der DVD Another Kind of Blue, dass er keinen wirklich musikalischen Beitrag zu dieser Band geliefert habe, vielleicht aber so etwas wie Energie hinzugetan habe. Die Gruppe spielte Medleys aus den letzten beiden Alben, den Platten des zweiten Quintetts, aber hin und wieder auch alte Standards, wie zum Beispiel Ray Charles’ What’d I Say.

### Die Entwicklung der Jahre 1970–1975

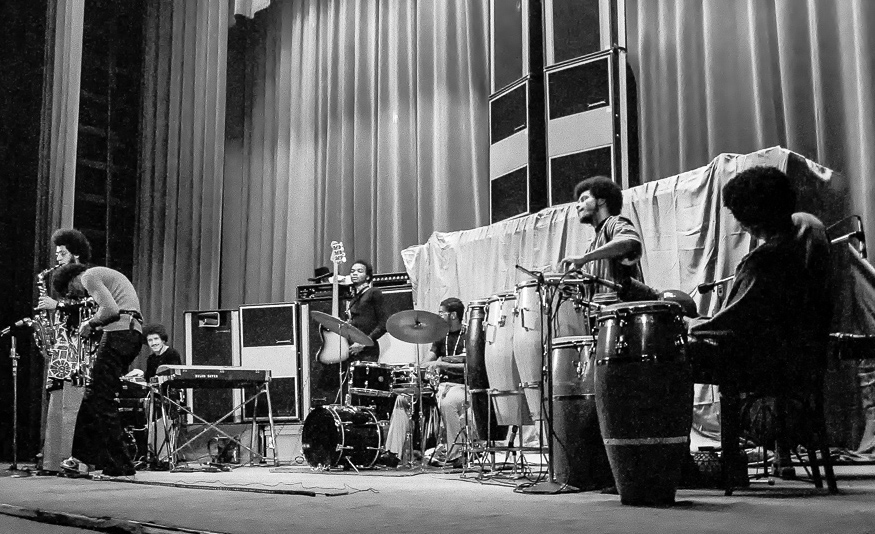
Miles Davis, Keith Jarrett, Michael Henderson, Leon „Ndugu“ Chancler, Gary Bartz, Charles Don Alias und James Forman beim Sigma 7 Festival in Bordeaux, 18. November 1971.

Mit seiner neuen Richtung zog Davis ein großes Publikum aus dem Bereich der Rockmusik an, während er einige alte Fans abschreckte. Die Band trat im Vorprogramm von Rockbands wie der Steve Miller Band und Santana auf. Carlos Santana war sich Davis’ musikalischer Bedeutung durchaus bewusst und sagte, dass er im Vorprogramm hätte spielen sollen und nicht umgekehrt. Davis trat 1970 mehrfach in Bill Grahams Fillmore East und Fillmore West auf, beides große Foren der damaligen Rockmusik, und nicht zuletzt auf dem Isle of Wight Festival mit einem, in seiner musikgeschichtlichen Bedeutung kaum zu überschätzenden, Auftritt. Der Weggang von Chick Corea Ende 1970 fokussierte und konzentrierte die Musik einerseits stärker auf Rock und Funk, andererseits nahm er ihr viel von den Free-Jazz-Elementen und der komplexen Rhythmik, was Miles Davis zu dieser Zeit durchaus bedauerte, denn er versuchte vergeblich, Chick Corea in der Band zu halten. Auch Dave Holland verließ die Band, um mit Chick Corea das vielbeachtete Free-Jazz-Trio Circle zu gründen.
Seinen Platz übernahm der junge Stevie-Wonder-Bassist Michael Henderson, den Miles Davis Stevie Wonder mit den Worten: „I’ll take your fuckin’ bassist“ abgeworben haben soll. Diese Wahl veränderte die Musik Miles Davis’ entscheidend. Das virtuose, funkorientierte, rhythmussichere und nicht mehr jazzorientierte Spiel des Bassisten gab Miles Davis die Basis, um sein Trompetenspiel radikal zu verändern. Ende des Jahres begann Miles Davis, die Trompete mit Wah-Wah-Pedal zu spielen – vermutlich das erste Mal am 17. Dezember 1970 bei dem Cellar-Door-Auftritt, nachdem der Auftritt vom 16. Dezember noch unplugged über die Bühne gegangen war. Seine Mitmusiker berichteten, dass die elektrisch verstärkte Trompete bereits bei mehreren Auftritten bereitlag, aber nicht zum Einsatz kam. Ab dem 18. Dezember war Miles Davis für die nächsten knapp fünf Jahre nicht mehr unplugged zu hören. Die Cellar-Door-Auftritte leiteten das überaus produktive Tourneejahr 1971 ein. Auf den großen Jazzfestivals in Europa und Japan wurde Miles Davis’ Musik als das Hauptereignis gefeiert. Joachim-Ernst Berendt, damals Leiter der Berliner Jazztage, bezeichnete Davis’ Auftritt in seiner Ansage vor dem Auftritt als den bedeutendsten des ganzen Festivals. Die Zeit der Clubauftritte war vorbei, die Miles Davis Band füllte große Konzertsäle. Die Konzerte bestanden aus einem einzigen, meist knapp zweistündigen ohne Pause gespielten Medley. Miles Davis begann die Aufstellung der Band zu verändern. Er strebte eine mehr kreisförmige Gruppierung der Musiker an und spielte häufig halb abgewandt, mit dem Rücken zum Publikum oder tief gebeugt über dem Wah-Wah-Pedal, was zu seinem kontrovers diskutierten Markenzeichen wurde.
1972 musste sich Davis einer Gallensteinoperation unterziehen. Das ganze Jahr über hatte er gesundheitliche Probleme. Mit dem Album On the Corner versuchte er bewusst das schwarze Massenpublikum zu erreichen. Die Keyboard-Flächen von In a Silent Way und Bitches Brew wichen harten, fast abstrakten Funk-Rhythmen und einem dichten Perkussionsgeflecht. Der Erfolg war mäßig; die meisten Kritiker verrissen das musikalisch radikale Album in scharfer Form. Erst Jahrzehnte später wurde On the Corner als ein Album anerkannt, das seiner Zeit weit voraus war und bei seiner Veröffentlichung nicht verstanden worden war. 1998 wurde die Platte in der Auswahl The Wire’s „100 Records That Set the World on Fire (While No One Was Listening)“ aufgenommen.
Im Oktober 1972 hatte Davis einen Autounfall, bei dem er sich beide Knöchel brach. Im Jahr darauf trennte sich seine Lebensgefährtin Jackie Battle von ihm. Zudem nahm er immer mehr Kokain. Auf seinen Konzerten spielte er mittlerweile immer öfter Orgel. Seine Popularität sank wieder. Trotz gesundheitlicher Probleme spielte er weiter zahllose Konzerte und nahm neue Titel auf, darunter das Duke Ellington gewidmete Werk He Loved Him Madly, erschienen auf Get Up with It. Während der Japan-Tournee im Januar und Februar 1975 nahm er, um die Tour durchstehen zu können, täglich acht Schmerztabletten. Pangaea und Agharta, zwei am 1. Februar 1975 bei dieser Tournee aufgenommene Live-Alben, gelten heute noch als die wichtigsten Live-Alben des Electric Jazz. Die Band, bestehend aus Al Foster (Schlagzeug), Mtume (Percussion), Michael Henderson (Bass), Pete Cosey (Gitarre, Synthesizer, „water drum“), Reggie Lucas (Gitarre), Sonny Fortune (Altsaxophon) und Miles Davis (Trompete und Orgel), zeigte sich geschlossen und avantgardistisch. Die auf den Alben aufgedruckte Empfehlung „We suggest that you play these records at the highest possible volume to fully appreciate the sound of Miles Davis“ konnte jeder, der die Band zwischen 1973 und 1975 sah, live erleben. Mit riesigen, in Black-Power-Farben gehaltenen Lautsprechertürmen entfachten Miles Davis, konsequent hinter einer dunklen Sonnenbrille versteckt und mit dem Rücken zum Publikum spielend, und seine Musiker ein ohrenbetäubend dichtes Geflecht von improvisiertem, nur an wenig thematischem Material sich entwickelndem Funk-Jazz-Rock, der damals die letzten Jazzfans vertrieb.
Nach einem Konzert in St. Louis an Ostern musste Miles Davis wegen blutender Magengeschwüre ins Krankenhaus eingeliefert werden. Kurz darauf wurden ihm achtzehn Polypen im Kehlkopf entfernt. Am 5. September spielte er im Central Park in New York. Es sollte bis 1981 sein letztes Konzert sein. Weitere geplante Konzerte wurden wegen gesundheitlicher Probleme abgesagt. Im Dezember wurde er wieder an der Hüfte operiert. Auch künstlerisch fühlte sich Miles Davis ausgelaugt.

### Der Rückzug 1975–1981
Von 1975 bis Anfang 1980 nahm Davis sein Instrument nicht in die Hand, d. h. er gab keine Konzerte. Während dieser Zeit nahm er große Mengen an Alkohol, Analgetika, Heroin und Kokain zu sich. Dennoch entstanden Anfang 1978 mit dem Gitarristen Larry Coryell und dem Pianisten Masabumi Kikuchi Aufnahmen, die aber nicht veröffentlicht wurden. Davis spielt darauf nur Keyboard. Columbia veröffentlichte in dieser Zeit Archivaufnahmen, um die Zeit bis zum nächsten neu aufgenommenen Album zu überbrücken, denn Miles Davis hatte, wie sonst nur noch Vladimir Horowitz, einen lebenslangen Vertrag bei der CBS, aus dem ihm regelmäßige Bezüge zustanden.
Rückblickend betrachtet, vollzog sich die Entwicklung der Musik von Miles Davis zwischen 1968/69 und 1974/75 mit einer erstaunlichen Geschwindigkeit und Konsequenz. Er hatte kein Jazzkonzept mehr, sondern ein eigenes Konzept, mit dem er Jazz, klassischer Musik, Blues, Soul, Funk und auch der Rockmusik gleichermaßen offen gegenüberstand. Während Davis sich 1975 zurückzog, wurde der Fusion Jazz von seinen Weggefährten und anderen weiterentwickelt und fand Einzug in den kommerziellen Mainstream.

### Die letzte Dekade 1981–1991

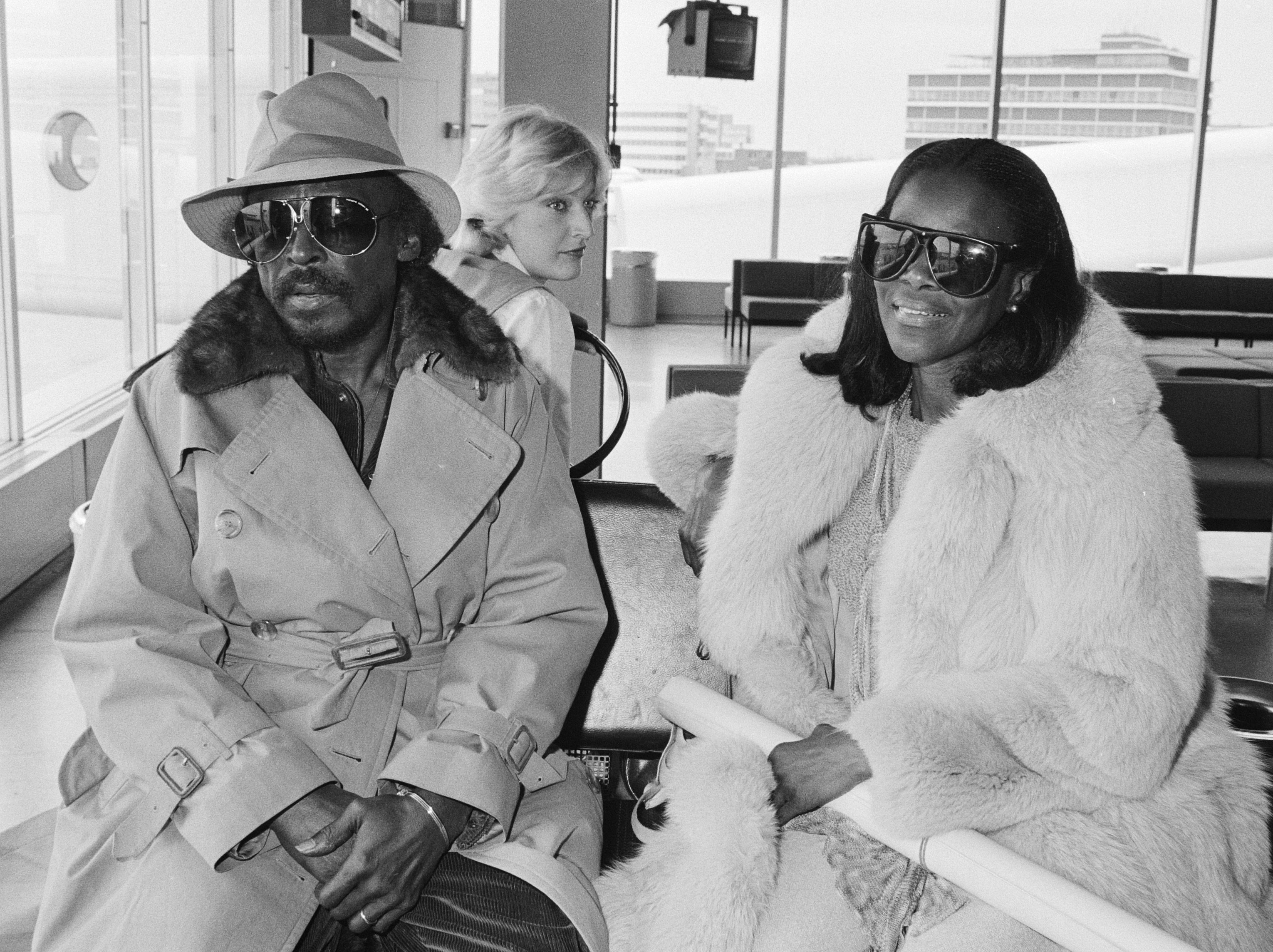
Miles Davis und Cicely Tyson 1982 im Flughafen Schiphol

Im Jahr 1980 kehrte Cicely Tyson in sein Leben zurück. Er bemühte sich, seinen Drogenkonsum zu reduzieren und wieder zielgerichteter zu leben. Im April begann er, mit jungen Chicagoer Musikern wie Robert Irving III, Darryl Jones und Vincent Wilburn zu proben. Im Mai entstanden die ersten Aufnahmen zu The Man with the Horn, seinem Comeback-Album, das 1981 erschien. Davis verzichtete weitestgehend auf Effektgeräte und spielte seine Trompete wieder auf traditionellere Weise. Die Band dagegen war mehr an Popmusik orientiert. Mit Mike Stern, Marcus Miller (Bass) und Bill Evans (Saxophon) und anderen ging er auf Tournee. Allerdings bekamen seine Mitmusiker recht schlechte Kritiken, und insgesamt hielt sich die Begeisterung über Miles Davis’ neue Musik in Grenzen.
Am 27. November 1981 heirateten Davis und Cicely Tyson. Im Februar 1982 erlitt er einen Schlaganfall, der seine rechte Hand wochenlang lähmte. Er therapierte sich mit chinesischen Kräutern und Physiotherapie und konnte bereits im April die Europatournee antreten. Das 1982 erschienene Live-Album We Want Miles, aufgenommen 1981, bekam sehr gute Kritiken und wurde mit einem Grammy ausgezeichnet. Im Jahr 1983 war er durch eine erneute Hüftoperation und eine Lungenentzündung wieder für Monate außer Gefecht gesetzt, kehrte aber 1984 auf die Bühne zurück. Inzwischen war der Gitarrist John Scofield, der an der Produktion von Star People (1983) und Decoy (1984) beteiligt war, zu seiner Band gestoßen. Davis experimentierte bei diesen Alben mit Soul-Musik und Elektronik. Zu dieser Zeit spielte Darryl Jones in seiner Band, der später bei den Rolling Stones Bill Wyman ersetzen sollte.
Im Jahr 1985 wurde You’re Under Arrest aufgenommen, bei dem er wieder den Stil veränderte. Er spielte Interpretationen von zwei Popsongs, Cyndi Laupers Time After Time und Michael Jacksons Human Nature. Dafür wurde er von Jazzjournalisten kritisiert, wenngleich der Rest der Platte durchaus gelobt wurde. Ein Spiegel-Journalist nannte ihn „Louis Vuitton des Elektro-Pop“. Davis merkte dazu an, dass viele akzeptierte Jazz-Standards einfach nur Popsongs aus Broadwaystücken seien. You’re Under Arrest war Davis’ letztes Album für Columbia: er wechselte zu Warner Bros., weil er über das demonstrative Engagement der Plattenfirma für den jungen Trompetenstar Wynton Marsalis und das gleichzeitige Desinteresse an seinen eigenen Aufnahmen verärgert war. Marsalis hatte Miles Davis für seine zahlreichen musikalischen Experimente und neuen Wege kritisiert. Ebenfalls 1985 spielte er in einer Folge von Miami Vice den Drogendealer und Zuhälter Ivory Jones. Einen weiteren Auftritt als Schauspieler hatte er in der australischen Produktion Dingo von 1990, die ein Jahr später in den Kinos erschien. Dazu steuerte er mit Michel Legrand den Soundtrack bei. Ebenfalls 1990 arbeitete er am Soundtrack zu The Hot Spot – Spiel mit dem Feuer mit, einem Film von Dennis Hopper mit Don Johnson in der Hauptrolle. Dieser Soundtrack war stark von John Lee Hookers Bluesgitarre und dessen Musikstil geprägt, doch Miles Davis fügte sich nahtlos in das musikalische Konzept ein.

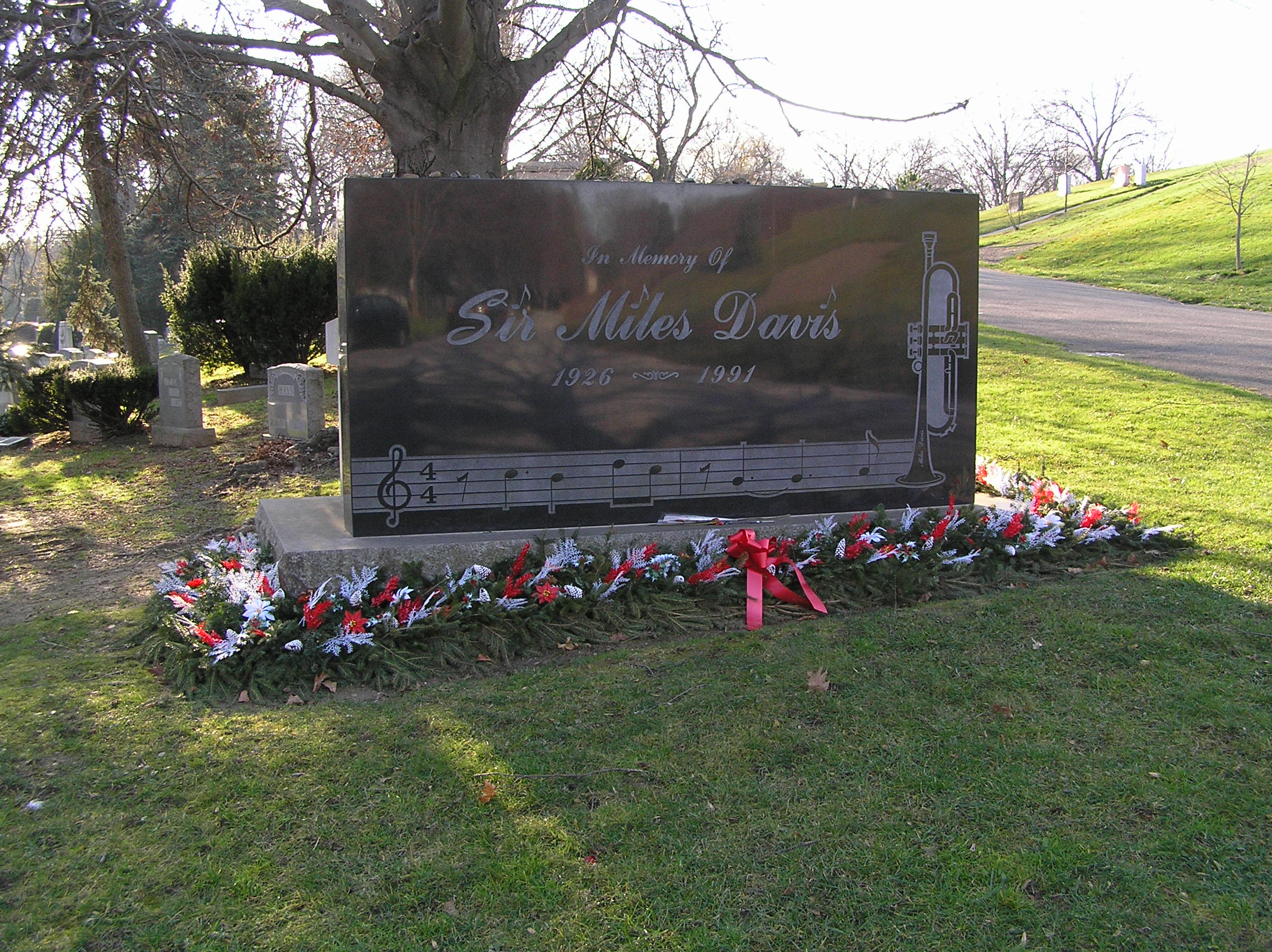
Grab von Miles Davis auf dem Woodlawn-Friedhof in der Bronx

Auf dem ersten Album für Warner Brothers, Tutu (1986), waren zum ersten Mal auf einem Davis-Album programmierte Synthesizer, Samples und Drumloops zu hören. Mit dem Album gewann Davis 1987 nach Bitches Brew und We Want Miles seinen dritten Grammy.
Er spielte zusammen mit der Band Toto auf dem ebenfalls 1986 erschienenen Fahrenheit-Album das Stück Don’t Stop Me Now ein, das er gerne live spielte. Silvester 1987 trat Davis als musikalischer Gast bei einem Prince-Konzert auf, das im September 2020 auf DVD veröffentlicht wurde. 1988 spielte er in New York zusammen mit Zucchero eine neue Version von dessen Lied Dune Mosse ein, das allerdings erst 2004 auf Zuccheros Album Zu & Co. erschien. 1989 wurde die Ehe mit Cicely Tyson geschieden. Im gleichen Jahr erschien seine Autobiografie, die er zusammen mit Quincy Troupe geschrieben hatte. Darin gibt er Auskünfte über sein Schaffen und seine Einflüsse. Im Januar und Februar 1991 ging er mit dem Hip-Hop-Produzenten Easy Mo Bee ins Studio, doch vor seinem Tod wurden nur sechs Tracks zumindest provisorisch fertig. Die restlichen Stücke für das postum veröffentlichte Album Doo-Bop mischte Easy Mo Bee aus Trompetenlinien unveröffentlichter Studiosessions aus den 1980ern zusammen. Damit war Davis auch in seinem letzten Lebensjahr an der Entwicklung der Jazzmusik beteiligt. Am 25. August 1991 spielte er in Hollywood sein letztes Konzert. Das dabei vorgetragene Stück Hannibal ist auf dem 1996 erschienenen Album Live Around the World zu hören.
Anfang September 1991 ließ sich Davis im St. John’s Hospital and Health Care Center in Santa Monica untersuchen. Bei einem Streit mit einem Arzt erlitt er einen schweren Schlaganfall und fiel ins Koma. Am 28. September beschloss seine Familie, die Herz-Lungen-Maschine abschalten zu lassen. Gerüchte über eine AIDS-Erkrankung sind nie verifiziert worden. Davis wurde auf dem Woodlawn Cemetery in der Bronx in New York beerdigt.

## Bedeutung und Nachwirkung
Davis war ein außergewöhnlich produktiver Musiker, der in den 46 Jahren seines Schaffens zwischen 1944 und 1991 über einhundert Alben herausbrachte und auf vielen weiteren als Sideman mitspielte. Miles Davis wird oft als Innovator, teilweise auch als Popularisator, von Musikstilen gesehen, dem mehrere Schaffensperioden wie die Bebop-, die Cool-Jazz- oder die Jazz-Rock-Periode zugeschrieben werden können.
Am 25. August 1959 abends vor dem Club Birdland in New York City erlebte er Rassismus und Polizeibrutalität am eigenen Leib. Ein Foto zeigt Miles Davis mit blutbespritztem weißen Hemd, am Kopf eine klaffende Wunde. Ein Polizist hatte auf ihn eingeschlagen, als Miles sich vor dem Club mit einer weißen Frau unterhielt, mit ihr eine Zigarette rauchte und sie zum Taxi bringen wollte. Der Polizist hatte sich durch die Szene offenbar provoziert gefühlt.

Sein Werdegang wird oft in Zusammenhang mit der Bürgerrechtsbewegung der 1960er Jahre gesehen, deren Ziele er auch als schwarzer Musiker im amerikanischen Musikbusiness verfolgte. Sein lange in New York lebender und arbeitender italienischer Trompeterkollege Enrico Rava sagte dazu in einem Interview mit Ekkehard Jost:

„Revolutionär war das Verhalten von Miles als schwarzer Musiker. Ich weiß nicht, ob du das mitbekommen hast. Aber auf allen George-Wein-Tourneen reisten die schwarzen Musiker in der zweiten Klasse, während Stan Getz und Dave Brubeck in der ersten Klasse unterwegs waren. Und alles lief in diesem Stil. Und Miles war der erste, der wirklich dagegen anging … Ich meine, was Miles machte, … das war wirklich wichtig und hatte wirklich eine große soziale Bedeutung.“

 Sein selbstbewusstes Auftreten in der Öffentlichkeit war vielen Schwarzen damals Vorbild.
Mitte der 1970er Jahre zog Miles Davis sich aus dem Musikgeschäft zurück. Nach seiner Rückkehr Anfang der 1980er Jahre experimentierte er mit modernen Musikstilen wie Hip-Hop, Popmusik und Rock. Diese Jahre waren auch seine kommerziell erfolgreichsten. Zum Teil wird seine Schaffenskraft auf die Tatsache zurückgeführt, dass er als junger Musiker feststellen musste, dass der bis dahin erfolgreiche Bebop, sowie der Jazz im Allgemeinen, an Anziehungskraft und Zuhörerschaft an andere Musikrichtungen verlor und er damit die Grundlage für seinen Lebensunterhalt. Er entwickelte aus dem Konflikt heraus neue kreative musikalische Ansätze.

### Der Mensch Miles Davis
Seine Mitmenschen empfanden ihn als empfindliche, wechselhafte, teils unangenehme Persönlichkeit. Sein Biograph Quincy Troupe beschrieb ihn folgendermaßen:

„Miles Davis war ein sprunghafter Kerl. In der einen Sekunde konnte er sehr charmant sein und es war schön, mit ihm zusammen zu sein, und in der nächsten Sekunde konnte er der gemeinste Kerl sein, der dir jemals über den Weg gelaufen ist […]. Ich habe es mit ihm erlebt.“

Er beschimpfte Musikerkollegen wie Thelonious Monk als Nichtmusiker und verunglimpfte andere wie Clark Terry, Duke Ellington, Eric Dolphy oder Jaki Byard in Radiointerviews; Prince nannte er eine Mischung aus Jimi Hendrix und Charlie Chaplin. In Konzerten spielte er oft mit dem Rücken zum Publikum, was viele Konzertbesucher als Ablehnung empfanden. Ein Kritiker schrieb dazu: „Er scheint sein Publikum so sehr zu hassen, wie man überhaupt jemanden hassen kann. Warum spielt er dann für uns? Will er nur unser Geld?“
Miles Davis nahm zahlreiche psychoaktive Substanzen, darunter Heroin, Alkohol, Barbiturate und Kokain. Durch die Drogen entwickelte er paranoide Wahnvorstellungen und akustische Halluzinationen. Er litt auch an Depressionen als Folge der Einnahme von Schmerzmitteln gegen Sichelzellenanämie.

### Der Jazz-Trompeter
Der Trompeter Miles Davis, der Frank Sinatra ein Vorbild für seine Phrasierungstechnik nannte, weist nur wenige Konstanten im Laufe seiner 46-jährigen Musikerkarriere auf. Zu den Konstanten gehört, dass er zeitlebens den Rat seines ersten Lehrers befolgte, auf das Vibrato zu verzichten. Er spielte mit einem Mundstück, das Gustav Heim entworfen hatte, ein ehemaliger Solotrompeter der St. Louis Choral Symphony Society. Ab 1954 nutzte Davis einen Harmon-Dämpfer mit entferntem Stiel-Einsatz, um die Klangfarbe und die Tonhöhe zu variieren. Der dadurch warme und satte, teilweise zarte Sound seiner Improvisationen, etwa auf Seven Steps to Heaven, wurde zu Davis Markenzeichen. Später setzte er auch elektronische Effektgeräte ein, besonders das Wah-Wah.
Der Kritiker Michael James äußerte, es sei „keine Übertreibung, zu sagen, dass niemals zuvor in der Jazzgeschichte das Phänomen der Einsamkeit in so eindringlicher Weise examiniert wurde wie von Miles Davis“.
Während seine Bedeutung als Bandleader unbestritten ist, wurde sein Trompetenstil von manchen Kritikern als beschränkt eingestuft; teilweise wurden eklatante technische Mängel behauptet. Die meisten Kritiker und Jazzfans ignorierten die technischen Fehler, sahen darüber hinweg oder sprachen sie nur kurz an.

“As a trumpeter Davis was far from virtuosic, but he made up for his technical limitations by emphasizing his strengths: his ear for ensemble sound, unique phrasing, and a distinctively fragile tone. He started moving away from speedy bop and toward something more introspective. His direction was defined by his collaboration with Gil Evans on the Birth of the Cool sessions in 1949 and early 1950 […].”

„Als Trompeter war Davis keineswegs virtuos, aber er kompensierte seine technischen Einschränkungen durch die Betonung seiner Stärken: sein Ohr für den Ensembleklang, eine einzigartige Phrasierung und ein unverwechselbar fragiler Ton. Er begann vom schnellen Bop abzurücken hin zu etwas mehr nach innen Gerichtetem. Seine Ausrichtung wurde bestimmt durch seine Zusammenarbeit mit Gil Evans in den Birth-of-the-Cool-Sessions 1949 und Anfang 1950 […].“

### Miles Davis als Maler
In den letzten Jahren widmete sich Miles Davis mehr und mehr der expressionistischen Malerei. Er zeichnete zunächst skizzenhafte kleine Strichzeichnungen und primitive Figuren; später experimentierte er mit kräftigen Farben und surrealen Motiven. Die Arbeiten der Mailänder Memphis Group hatten starken Einfluss auf ihn. Später wurden seine Kunstwerke stark von Farben und Motiven der afrikanischen Volksmalerei inspiriert. Er malte auch zahlreiche leicht verfremdete Selbstporträts. Viele seiner Zeichnungen und Bilder finden sich in den späten Jahren auf seinen Plattencovern. Im Gegensatz zu seiner umfassenden Musikerausbildung war er in der Malerei Autodidakt.

## Ehrungen und Auszeichnungen

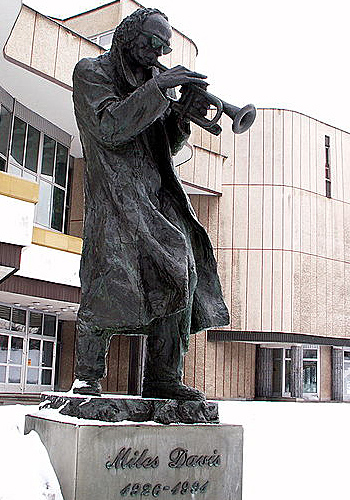
Statue von Miles Davis in Kielce, Polen

Miles Davis erhielt im Laufe seiner Karriere viele Ehrungen und Auszeichnungen. So wurde er von den Lesern des Down-Beat-Magazins in den Jahren 1955, 1957 und 1961 zum besten Trompetenspieler gewählt. Im Jahr 1962 wurde er in die Down Beat Jazz Hall of Fame gewählt. 2004, dem Gründungsjahr, wurde er in die Ertegun Jazz Hall of Fame aufgenommen. Der Wahl in die Rock and Roll Hall of Fame 2006 wurde teilweise mit Unverständnis begegnet.
Neunmal erhielt er den Grammy Award, darunter einen für die Komposition von Sketches of Spain im Jahr 1961. Drei Grammys erhielt er für die beste instrumentelle Performance der Band, einen für das Album Bitches Brew im Jahr 1970, einen für das Album Aura im Jahr 1989 sowie einen im Jahr 1993 für das 1991 aufgenommene Album Miles & Quincy Live at Montreux. Als Solomusiker erhielt er vier Grammys, für We Want Miles im Jahr 1982, für Tutu 1986, für Aura 1989 und 1992 postum für Doo-Bop. Außerdem erhielt er im Jahr 1990 den Grammy für sein Lebenswerk.
Im Jahr 1989 wurde er in den Malteserorden aufgenommen. 1990 wurde er in den St. Louis Walk of Fame aufgenommen. Am 16. Juli 1991 wurde er zum Ritter der Ehrenlegion ernannt.
Am 15. Dezember 2005 wurde nach ihm ein Asteroid benannt: (5892) Milesdavis.
Die Hörer der BBC und des britischen Senders Jazz FM wählten ihn 2015 aus einer Auswahl von 50 Musikern zum bedeutendsten Jazzmusiker aller Zeiten. Der BBC Moderator Geoffrey Smith sagte zur Wahl von Davis vor Louis Armstrong und Duke Ellington, auf den Plätzen zwei und drei, dass damit die Unsterblichen des Jazz versammelt seien.

## Filme
Auf dem New Yorker Filmfestival 2015 stellte Don Cheadle seinen Spielfilm Miles Ahead vor, in dem Cheadle auch die Hauptrolle spielt. Der Film spielt am Ende der 1970er Jahre und versteht sich nicht als klassische Filmbiografie, sondern lässt Davis Teile seines Lebens erzählen und stellt die Musik in den Mittelpunkt.
2019 wurde der Dokumentarfilm Miles Davis – Birth of the Cool von Stanley Nelson veröffentlicht.

## Aufnahmen (Auswahl)
Die folgende Liste versucht, bei besonderen Alben die aus heutiger Sicht neu entstandene Richtung im Jazz anzugeben. Dabei muss beachtet werden, dass bei solchen Unterteilungen und Begrifflichkeiten die Grenzen fließend sind.
| Bebop - The Charlie Parker Story (1945) - Charlie Parker Memorial, Vol. 1 (1947/48) Cool Jazz - Pre-Birth of the Cool (1948, ed. 1974) - Birth of the Cool (1949/1950) - Miles Davis Volume 1/Miles Davis Volume 2 (1952–1954) Hard Bop - Walkin’ (1954) - Bags’ Groove (1954) - Miles Davis and the Modern Jazz Giants (1954) - Blue Moods (1955) mit Teddy Charles und Charles Mingus - Miles Davis and Milt Jackson Quintet/Sextet (1955) - Workin’ with the Miles Davis Quintet, Cookin’ with the Miles Davis Quintet, Steamin’ with the Miles Davis Quintet, Relaxin’ with the Miles Davis Quintet (1956) - ’Round About Midnight (1957) mit John Coltrane - Miles Ahead (1957, mit dem Gil Evans Orchestra) - At Newport (1958), mit Bill Evans, Cannonball Adderley - Porgy and Bess (1958), mit Gil Evans Modaler Jazz - Ascenseur pour l’échafaud (Fahrstuhl zum Schafott) – Soundtrack zu dem Film von Louis Malle (1958) - Milestones (1958) - Jazz at the Plaza, Vol. 1 (1958) - Kind of Blue (1959) - The Final Tour: The Bootleg Series, Vol. 6 (1960, ed. 2018) - Sketches of Spain (1960), mit Gil Evans - Someday My Prince Will Come (1961) - Seven Steps to Heaven (1963) - Miles Davis in Europe (1963) - My Funny Valentine (1964) - Live at the Plugged Nickel 1965 - E.S.P. (1965) - Miles Smiles (1966) - Nefertiti (1967) | - Sorcerer (1967) - Live in Europe 1967: The Bootleg Series Vol. 1 - Miles in the Sky (1968) - Filles de Kilimanjaro (1968) - Water Babies (1968) - Miles & Quincy Live at Montreux (1991), mit Quincy Jones Fusion - In a Silent Way (1969) - Bitches Brew (1969) - A Tribute to Jack Johnson (1970) - Black Beauty: Miles Davis at Fillmore West (1970) - Live-Evil (1970) - On the Corner (1972) - Big Fun (1974) - Get Up with It (1974) - Dark Magus (1974) - Agharta (1975) - Pangaea (1975) Modaler Jazz, Fusion, Jazz-Pop - The Man with the Horn (1981), - We Want Miles (1982), mit Mike Stern - Star People (1983) - Decoy (1984) - Aura (1984) mit Palle Mikkelborg - You’re Under Arrest (1985) - Miles Davis – Live in Montreal (1985) - Tutu (1986) - Music from Siesta (1987), mit Marcus Miller - Amandla (1989) - Dingo (1991, Soundtrack), mit Michel Legrand Hip-Hop - Doo-Bop (1991) |

Bislang wurden acht Alben von Miles Davis, Birth of the Cool, Bitches Brew, In a Silent Way, Kind of Blue, Miles Ahead, Milestones, Porgy and Bess und Sketches of Spain, in die Grammy Hall of Fame aufgenommen.

## Sammlung
- Miles Davis & Gil Evans the Complete CBS Studio Recordings (1957–1968). Mosaic, 1996 – 11 LPs mit Ernie Royal, Bernie Glow, Taft Jordan, Johnny Carisi, Frank Rehak, Jimmy Cleveland, Willie Ruff, Lee Konitz, Danny Bank, Paul Chambers, Wynton Kelly, Johnny Coles, Gunther Schuller, Cannonball Adderley, Philly Joe Jones, Julius Watkins, Jimmy Cobb, Jerome Richardson, Elvin Jones, Harold Shorty Baker, Jay Jay Johnson, Steve Lacy, Wayne Shorter, Bob Dorough, Buddy Collette, Herbie Hancock, Ron Carter, Tony Williams, Howard Johnson, Hubert Laws

## Videoalben
- Mike Dibb: The Miles Davis Story. The definitive look at the man and his music (DVD, englisch mit deutschen Untertiteln).
- Michael Lerner: Another Bitches Brew. Miles Davis at the Isle of Wight Festival (DVD, multilingual).